# Beauvoir-sur-Mer
Beauvoir-sur-Mer là một xã ở tỉnh Vendée trong vùng Pays de la Loire, Pháp. Xã này có diện tích 35,19 km², dân số năm 2006 là 3652 người. Xã này nằm ở khu vực có độ cao từ 0-26 mét trên mực nước biển.

## Biến động dân số
| Năm | 1962  | 1968  | 1975  | 1982  | 1990  | 1999  | 2006  |
| --- | ----- | ----- | ----- | ----- | ----- | ----- | ----- |
| Dân số | 2 478 | 2 798 | 3 041 | 3 165 | 3 277 | 3 399 | 3 652 |
| From the year 1962 on: No double counting—residents of multiple communes (e.g. students and military personnel) are counted only once. |       |       |       |       |       |       |       |